# هادیاچ
شهر هادیاچ (به روسی: Гадяч) در استان پولتاوا در کشور اوکراین واقع شده‌است. جمعیت این شهر ۲۲٬۶۹۸ نفر است.

## نگارخانه

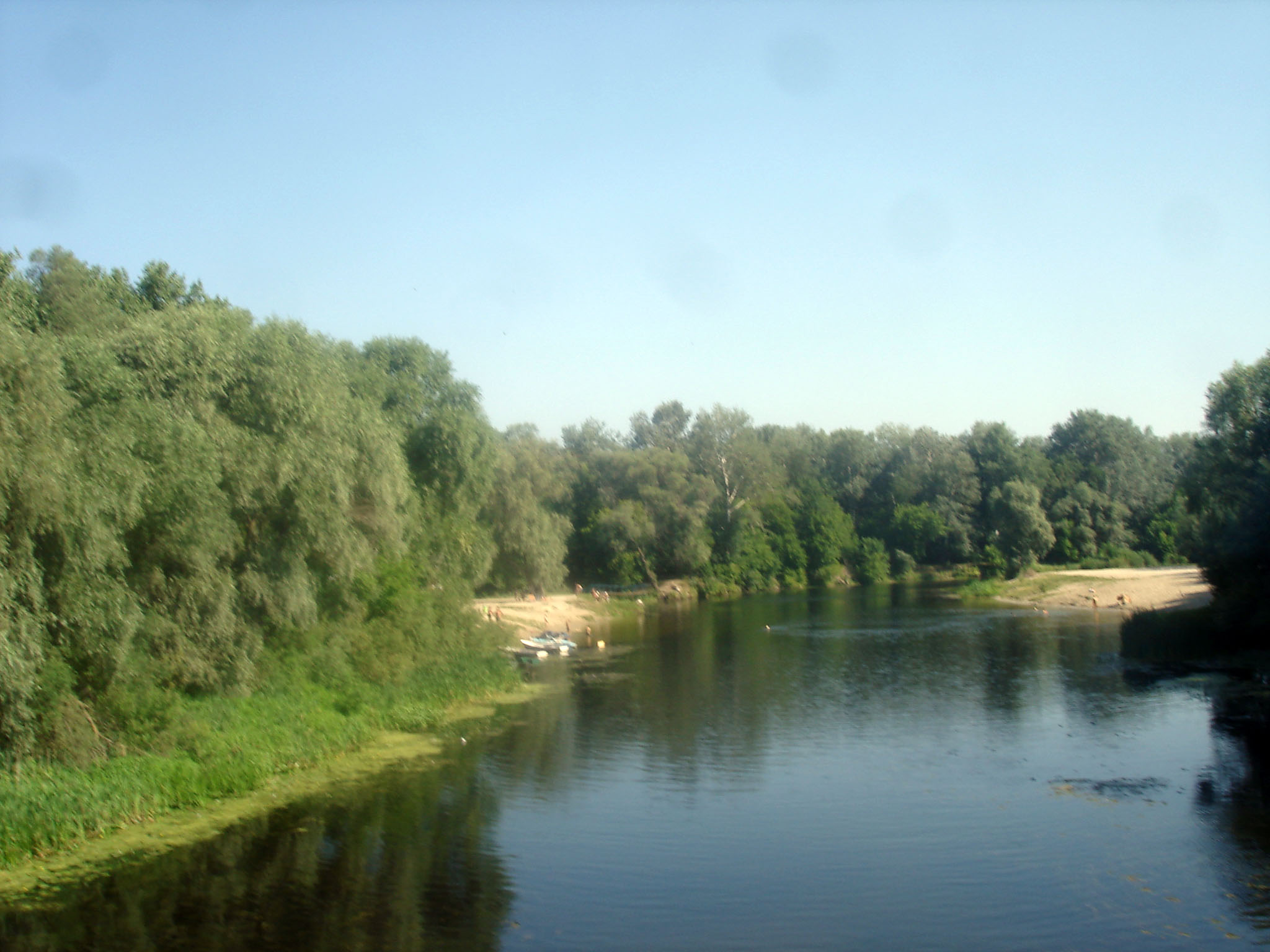
River رودخانه پسل under a bridge in Hadiach
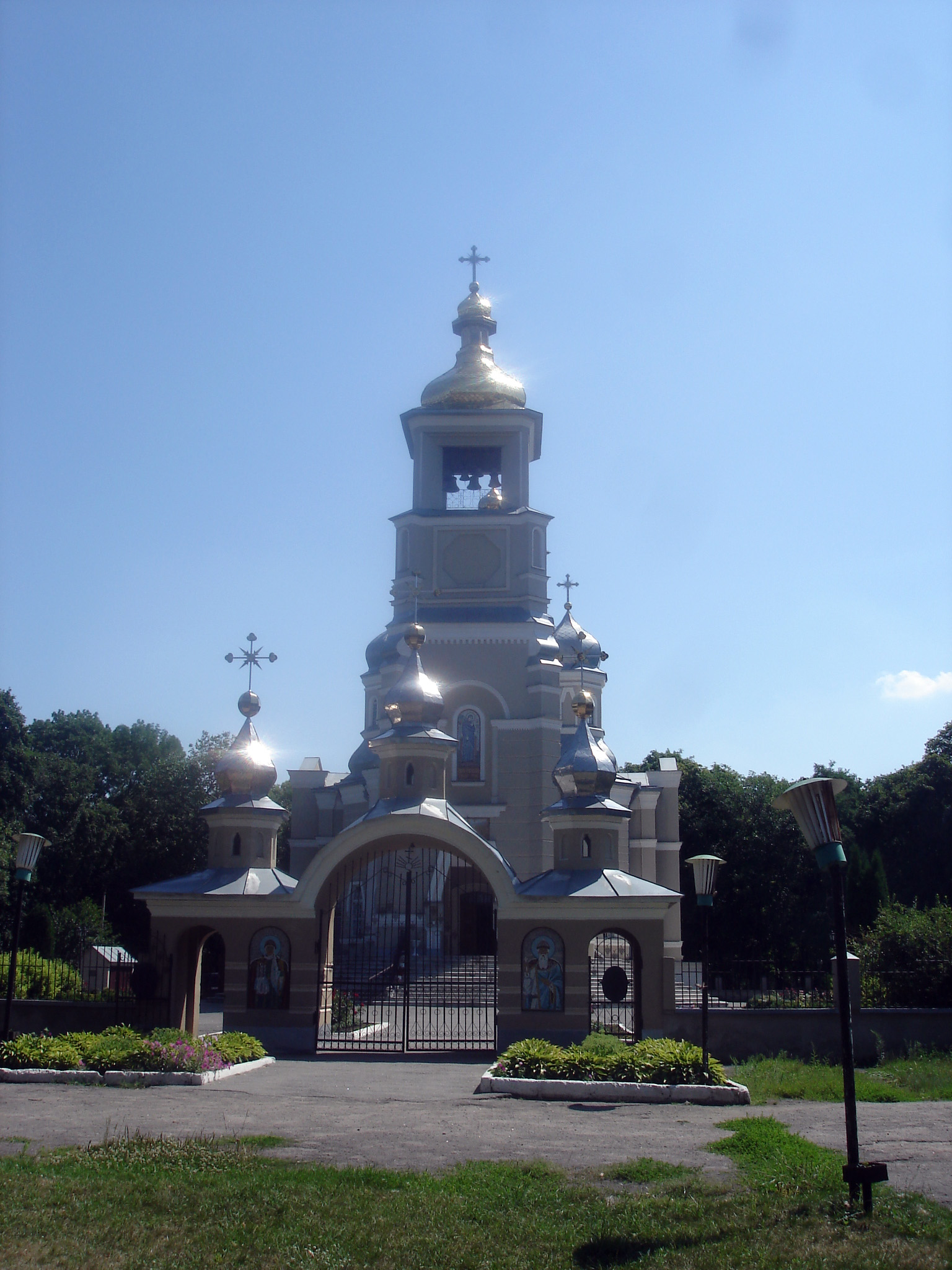
Saint Dormition Cathedral and belfry in Hadiach (Ukrainian Orthodox Church [MP])